# 精霊伝説ヒューディー外伝 ローティスなあじゃ
『精霊伝説ヒューディー外伝 ローティスなあじゃ』は、大野安之（当時はおおのやすゆき）の漫画作品。エニックスの『ガンガンファンタジー』誌で連載された「ローティスなあじゃ」を中心にして、単行本はメディアワークスから発売されている。

## 概要
『精霊伝説ヒューディー外伝 ローティスなあじゃ』は『精霊伝説ヒューディー』の精霊滸蝶・ヒューディーを主人公とする作品の外伝として、角川書店月刊コミックコンプに掲載された「精霊伝説ヒューディー外伝 星から来た子」（単行本収録時「金環の樹」と改題）と、「精霊伝説ヒューディー外伝 ローティス・ナージャ」（単行本未収録）を元に、「ローティスなあじゃ」として連載された作品と、メディアワークス『ガオ!増刊爆れつハンター』掲載の「精霊伝説ヒューディー外伝 ローティスなーじゃ-石の竜-」（単行本収録時「竜の石像」と改題）に登場する、中壇元帥またの名“『哪咤』”を新しい主人公とする作品。ヒューディーは単行本収録時に仙女玲瓏・リンロンと改名され、術名なども変えられた。

## 登場人物
- 哪咤太子“なあじゃ”
托塔王の6人目の子供。中壇元帥。小学生。
- あん・びりーばぶる
哪咤が下宿している、びりーばぶる亭の女主人。中学生。
- もーりす
ろんどんでの哪咤の友人。小学生。
- 玲瓏“リンロン”
仙女。
- 摩蓉“まろーん”
哪咤の母。哪咤を玲瓏に似せて作った。
- 度厄真人
哪咤の導師となる筈だったが、玲瓏に哪咤を任せる。
- 銘鈴“みんりん”
東海の竜神、東海竜王の第三子。
- 獨健太子
托塔王の第5王子。
- 普賢真人
獨健太子の導師。
- 妲己娘々の手下
- 陀提＆我提
須弥山の神将
- 托塔王

## 単行本
- メディアワークス Dengeki comics EX
- 1995年10月25日初版発行
- ISBN 4-07-303806-0